# لشکر ۱۱ پیاده (ایالات متحده آمریکا)
لشکر ۱۱ پیاده (انگلیسی: 11th Infantry Division) لشکر پیاده‌نظام نیروی زمینی ایالات متحده آمریکا است، که در سال ۱۹۱۷ تأسیس شد و در سال ۱۹۴۴ منحل گردید.
این لشکر دو بار در طول جنگ جهانی اول فعال شد. در طول جنگ جهانی دوم، این لشکر به صورت مفهومی دوباره فعال شد.